# Kulig

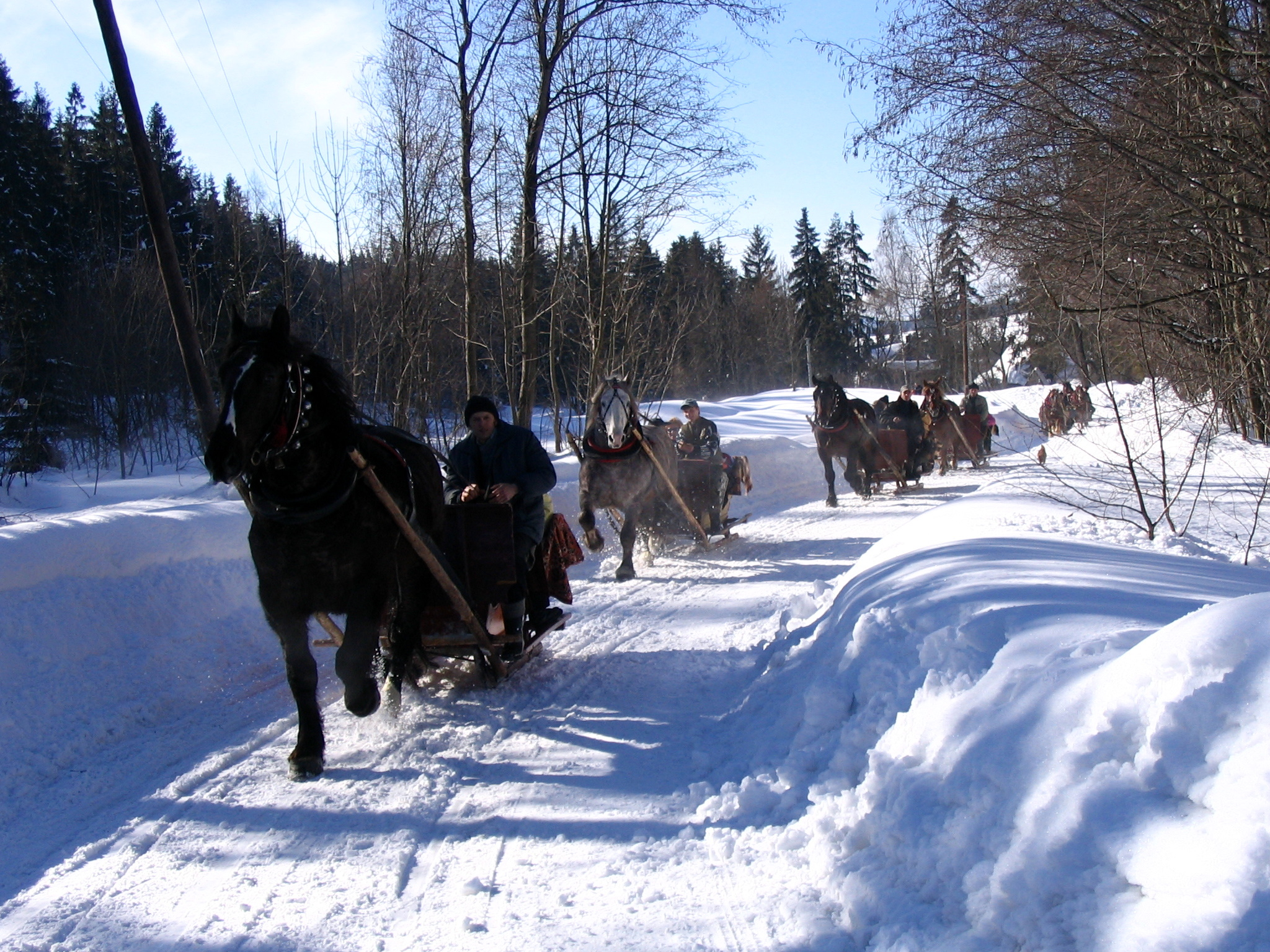
Kulig w Gorcach

Kulig – jeden lub kilka zaprzęgów konnych z przyczepionymi saniami w formie orszaku. Jest to rodzaj zabawy, organizowanej w ostatnim tygodniu karnawału (w Polsce zwanego zapustami), której często towarzyszy muzyka, śpiew oraz zabawa przy ognisku. Wieczorem częstokroć kulig jest oświetlany pochodniami. Od XVI wieku do początku wieku XX kuligi były bardzo popularną rozrywką zarówno magnaterii, jak i średniej szlachty, dla których stanowiły one uroczystość patriotyczną, po rozbiorach Polski organizowaną na przekór zaborcom jako kultywacja polskiej tradycji narodowej. Na czele kuligu stał wodzirej tradycyjnie zwany Arlekinem, zadaniem którego było tak zaplanować trasę przejazdu kuligu, by łączyć zwaśnione ze sobą rody szlacheckie na wypadek wspólnej akcji zbrojnej przeciwko zaborcom. Taki kulig mógł trwać nawet kilkanaście dni. Kulig zaczynał się zwykle od rozesłania wśród uczestników kuliście zakrzywionej laski, zwanej "kulą". Był to sygnał do zbiórki. Wsiadano na konie albo rozmieszczano się w saniach i pędzono na umówione miejsce.
Kuligi miały również wymiar kulturalny – podczas kuligu wykonywano polskie tańce narodowe – krakowiaki, mazury, polonezy, kujawiak z oberkiem, a także regionalne polki oraz drabanty. Nie wolno było z kolei prezentować tańców zagranicznych, takich jak walce czy tango – groziło to usunięciem z orszaku, tak samo, jak za pojawienie się na kuligu we fraku.
Obecnie kuligiem jest również nazywane ciągnięcie połączonych ze sobą sanek (za pomocą sznurków, linek) np. przez traktor lub samochód. Rozrywka ta jest bardzo popularna wśród młodzieży szkolnej, choć w rzeczywistości niewiele ma wspólnego z prawdziwymi kuligami 